# Avenue Aristide-Briand (Antony)
Pour les articles homonymes, voir Avenue Aristide-Briand.
L'avenue Aristide-Briand est une voie de communication d'Antony dans les Hauts-de-Seine qui suit le tracé de l'ancienne route nationale 20.

## Situation et accès
Orientée du sud au nord, elle commence au carrefour de la rue Auguste-Mounié et de la rue Jean-Moulin et se termine au carrefour de la Croix-de-Berny.
Elle est desservie par la gare de La Croix de Berny de la ligne B du RER d'Île-de-France.
Du nord au sud, à droite :
- la rue du Nord ;
- la rue du Sud ;
- la rue des Morteaux ;
- la rue Paul-Bourget ;
- l'avenue Jeanne-d'Arc ;
- l'avenue de la Providence ;
- la villa Domas ;
- la rue Auguste-Mounié

et à gauche :
- la rue du Parc qui permet d'accéder au square du Capitaine-Dronne ;
- la rue Voltaire ;
- l'avenue Victor-Hugo ;
- la rue de l'Ancien-Château ;
- la rue Florian ;
- la rue Carnot ;
- l'avenue Fernand-Fenzy ;
- la rue Buffon ;
- la rue Louis-Barthou ;
- l'avenue de la Concorde ;
- la rue Pernoud ;
- la rue Galipeau ;
- la villa Thorain ;
- l'allée Fernand-Braudel ;
- la rue Jean-Moulin.

## Origine du nom

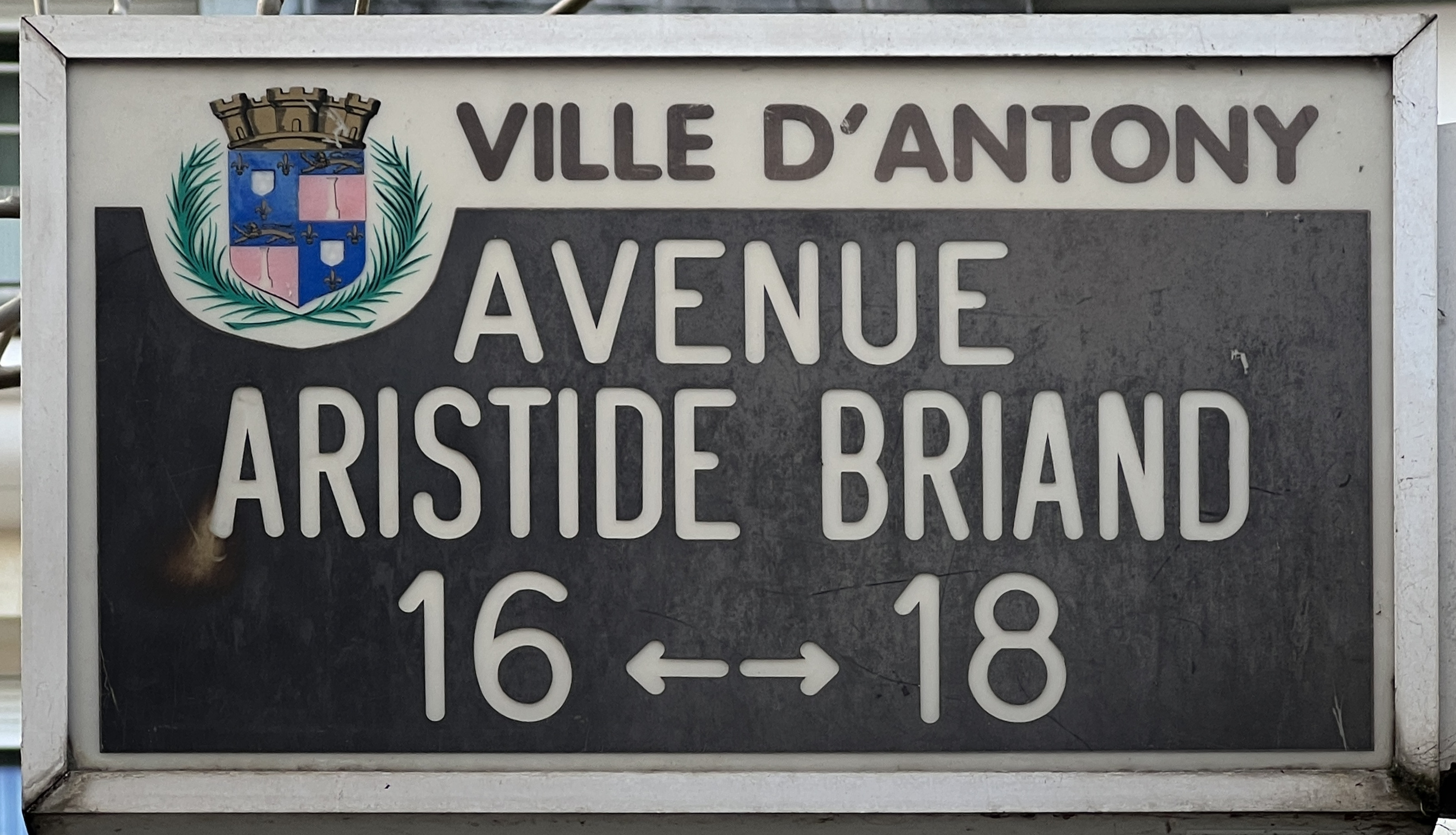
Plaque de l'avenue, mars 2023.

Le 30 mai 1932, le conseil municipal donne le nom d'Aristide-Briand à cette voie en hommage à Aristide Briand, l'homme politique et prix Nobel de la paix 1926, qui venait de mourir.

## Historique

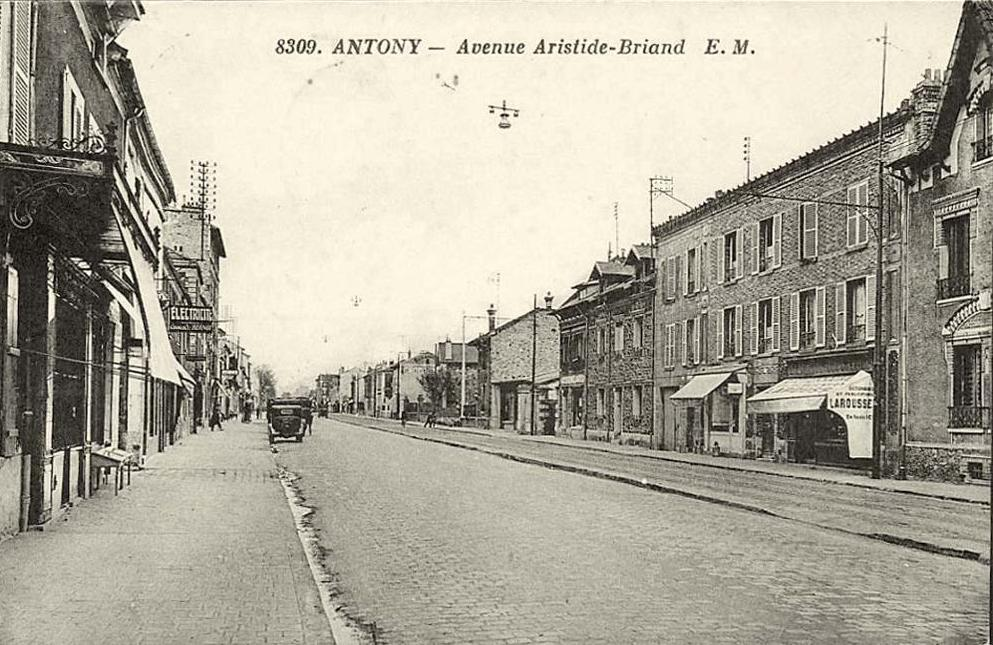
L'avenue Aristide-Briand vers 1910.

Cette voie a été bordée, dans le quartier du Pont, pendant des siècles par des auberges, une grande ferme jusqu'à la fin du XVIIe siècle, puis plus au nord par des champs, des prairies et par les jardins du château de Berny. Elle connut un grand développement durant le XIXe siècle à la suite de la création de l'Arpajonnais qui favorisa la construction de lotissements le long de cette voie : habitations, artisans, commerces, cafés et l'usine à gaz Giorgi en 1884 qui fermera en 1923. Initialement nommée « avenue de Paris », le nom d'Aristide-Briand avait été donné à la partie de la N20 qui traverse Antony depuis Bourg-la-Reine jusqu'à l'intersection avec la rue Auguste-Mounié. Le 7 mai 1985, la partie de cette voie qui va de Bourg-la-Reine au carrefour de la Croix-de-Berny a été renommée avenue Raymond-Aron.

## Bâtiments remarquables et lieux de mémoire

### Du côté pair
Au no 108, la maison de retraite Korian Florian Carnot.

### Du côté impair
Devant l'immeuble du no 63, une construction basse abritait une supérette remplacée en 2000 par un bureau de poste, fermé fin 2021.
Au no 111, Marie-George Buffet vécut dans son enfance au dessus du garage familial « Berny Auto Réparation »,. Ce garage existe encore en 2022, sous la marque Citroën.
Au no 119, une maison, œuvre de l'architecte René Gravier, est recensée à l'inventaire général du patrimoine culturel.

## Pour approfondir